# Switchfoot
Switchfoot – amerykański zespół rockowy utworzony w 1996 roku w San Diego (Kalifornia) przez Jonathana Foremana.

## Historia
Switchfoot zdobył popularność po wejściu na ekrany filmu Szkoła uczuć w 2002 roku, na którego ścieżce dźwiękowej znalazły się cztery utwory zespołu. Kolejna płyta grupy pt. The Beautiful Letdown rozeszła się w ilości 2,6 milionów egzemplarzy, a poszczególne utwory wspinały się coraz wyżej na szczyty list przebojów w USA.
W 2007 roku Switchfoot założyli własną niezależną wytwórnię płytową pod nazwą Lowercase People. Rok później, w związku z wypełnieniem kontraktu z Columbia Records/Sony BMG, została wydana kompilacja najlepszych utworów grupy z lat 1996–2008 pod nazwą The Best Yet.
W 2008 roku zespół nagrał piosenkę promującą film Opowieści z Narnii: Książę Kaspian pt. „This Is Home'”.
W roku 2011 Switchfoot zdobył nagrodę Grammy w kategorii Najlepszy Album Rock/Rap Gospel. Jest również wielokrotnym laureatem Dove Awards (przyznawanych przez Gospel Music Association) oraz San Diego Music Awards.

## Skład zespołu
- Jon Foreman (wokal, gitara)
- Tim Foreman (gitara basowa, wokal)
- Jerome Fontamillas (instrumenty klawiszowe, gitara, wokal)
- Chad Butler (perkusja)
- Drew Shirley (gitara prowadząca, wokal)

## Dyskografia

### Albumy audio
Albumy studyjne
- 1997 – The Legend of Chin
- 1999 – New Way to Be Human
- 2000 – Learning to Breathe
- 2003 – The Beautiful Letdown
- 2005 – Nothing Is Sound
- 2006 – Oh! Gravity
- 2009 – Hello Hurricane
- 2011 – Vice Verses
- 2014 – Fading West
- 2016 – Where the Light Shines Through
- 2019 – Native Tongue

Kompilacje
- 2008 – The Best Yet

### Albumy DVD
- 2003 – Switchfootage
- 2004 – Live in San Diego
- 2004 – The Beautiful Letdown – DualDisc
- 2005 – Feet Don't Fail Me Now
- 2005 – Nothing Is Sound – DualDisc
- 2006 – Switchfootage 2
- 2010 – The Best Yet Live